# 世瀬蔵人
世瀬 蔵人（よせ くらんど、生没年不詳）は、安土桃山時代の忍者。
伊達政宗の諜報機関として安部重定により作られた黒脛巾組の組頭に就任。柳原戸兵衛とともにこれを務めた。重定が伊達の諜報を取り仕切っていたので、そのまま彼の指揮下に戸兵衛とともに入った。太宰金助、大林坊俊海ら下忍50人を率いて政宗の戦を裏で支えた。